# Stanislav Kolář
Stanislav Kolář (* 31. März 1912 in Prag; † 6. Mai 2003) war ein tschechischer Tischtennisspieler. Er wurde zweimal Weltmeister.

## Werdegang
Von 1931 bis 1938 nahm Kolář an allen acht Weltmeisterschaften teil. Dabei gewann er zweimal die Goldmedaille, 1932 mit der tschechischen Mannschaft und 1936 im Einzel. Weitere achtmal erreichte er das Endspiel:
- 1933 im Einzel gegen Victor Barna
- 1935 im Mixed mit Marie Kettnerová (Niederlage gegen Victor Barna/Anna Sipos)
- 1936 im Doppel mit J. Okter Petricek (Niederlage gegen Buddy Blattner/James McClure)
- 1937 im Mixed mit Marie Kettnerová (Niederlage gegen Bohumil Váňa/Věra Votrubcová)
- 1931, 1933, 1934 und 1935 mit der Mannschaft

## Turnierergebnisse
| Verband | Veranstaltung     | Jahr | Ort      | Land | Einzel        | Doppel        | Mixed         | Team |
| ------- | ----------------- | ---- | -------- | ---- | ------------- | ------------- | ------------- | ---- |
| TCH     | Weltmeisterschaft | 1938 | Wembley  | ENG  | letzte 32     | Halbfinale    | keine Teiln.  | 3    |
| TCH     | Weltmeisterschaft | 1937 | Baden    | AUT  | letzte 16     | Viertelfinale | Silber        | 3    |
| TCH     | Weltmeisterschaft | 1936 | Prag     | TCH  | Gold          | Silber        | Halbfinale    | 3    |
| TCH     | Weltmeisterschaft | 1935 | Wembley  | ENG  | Viertelfinale | letzte 32     | Silber        | 2    |
| TCH     | Weltmeisterschaft | 1934 | Paris    | FRA  | letzte 16     | letzte 32     | Halbfinale    | 2    |
| TCH     | Weltmeisterschaft | 1933 | Baden    | AUT  | Silber        | Viertelfinale | Viertelfinale | 2    |
| TCH     | Weltmeisterschaft | 1932 | Prag     | TCH  | letzte 64     | Viertelfinale | Viertelfinale | 1    |
| TCH     | Weltmeisterschaft | 1931 | Budapest | HUN  | letzte 16     | keine Teiln.  | keine Teiln.  | 2    |